# 903
903（九百三、きゅうひゃくさん）は自然数、また整数において、902の次で904の前の数である。

## 性質
- 903は合成数であり、約数は 1, 3, 7, 21, 43, 129, 301, 903 である。
  - 約数の和は1408。
  - 約数の個数が3連続(902,903,904)で同じになる19番目の中央の数である。1つ前は698、次は922。
- 903 = 1 + 2 + 3 + 4 + 5 + 6 + 7 + 8 + 9 + 10 + … + 41 + 42
  - 42番目の三角数である。1つ前は861、次は946。
- 121番目の楔数である。1つ前は902、次は906。
  - 三角数の楔数としては13番目の数である。1つ前は861、次は946。
- 各位の和が12になる70番目の数である。1つ前は840、次は912。
- 903 = 13 + 63 + 73 + 73
  - 4つの正の数の立方数の和で表せる255番目の数である。1つ前は900、次は908。(オンライン整数列大辞典の数列 A003327)
- 903 = 322 − 121
  - n = 32 のときの n2 − 112 の値とみたとき1つ前は840、次は968。(オンライン整数列大辞典の数列 A132764)

## その他 903 に関連すること
- 西暦903年
- 紀元前903年
- 903iTV
- 903SH
- 903T
- 903空
- 903 × 10−3 = 0.903 は常用対数 log108 の近似値である。(オンライン整数列大辞典の数列 A153790)